# Muta Mayola
Muta Mayola, nascido por volta de 1885 na África Equatorial Francesa e falecido por volta de 1960 em Léopoldville, é um dos mais importantes escultores africanos do século XX, considerado o pai da escultura congolesa moderna.

## Biografia

### Kingoma
Não temos informações precisas sobre as origens do escultor. Tendo começado como escultor tradicional Téké na aldeia de Kingoma, o seu virtuosismo levou-o ao conhecimento do poder colonial a partir da década de 1930.
A partir de 1930, foi na aldeia Téké de Kingoma (hoje Massengo), a uma dezena de quilómetros da capital Brazzaville, que Mayola assinou o que Jean-Luc Aka Evy chamou de primeiro encontro congolês moderno entre a imaginação urbana e a madeira.
Rodeado por numerosos estudantes que desenvolveram o estilo que originou, apresentou à escultura os seus sobrinhos Grégoire Massengo e Benoit Konongo. Durante quatro décadas, irão perpetuar e desenvolver este património e, por sua vez, transmiti-lo a um grande número de escultores. Eles são hoje considerados os pais da escultura congolesa moderna.

### Leopoldville
Por volta de 1945, Charles Lejeune, a primeira seguradora do Congo Belga, procurava um escultor tradicional africano para realizar a decoração da vasta propriedade que acabara de comprar ao Barão Antoine Allard, um artista belga. Encontrando os escultores de Léopoldville demasiado contaminados pelas influências ocidentais, atravessou o rio e recrutou Muta Mayola cuja reputação o alcançou. O escultor e dois de seus filhos, Maurice e Célestin, estabeleceram-se portanto em Lejeune, a oeste de Léopoldville, em La Corniche de N'Galiema, perto de Rhodeby. Ali passaram pelo menos sete anos transformando a mansão do Barão Allard numa verdadeira obra de arte.
A residência de Charles Lejeune foi objecto de diversas reportagens que colocaram as esculturas de Mayola em destaque e que lhe valeram então notoriedade internacional. Em 1952, Marion Johnson dedicou-lhes um ensaio na revista The Studio, Congolese and Roman Sculpture : UMA COMPARAÇÃO. Os Mayolas trabalham com as ferramentas mais primitivas : uma pequena faca, um pedaço de vidro quebrado e um pequeno martelo de madeira. Eles desenham os padrões do seu relevo diretamente na madeira com uma velocidade surpreendente e o seu sentido de composição é verdadeiramente notável. ; motivos humanos, animais, florais e raramente geométricos combinam-se com uma felicidade extraordinária. A óbvia espontaneidade da sua inspiração torna ainda mais notável a semelhança entre o seu trabalho e o dos artesãos europeus medievais. Fiquei primeiro impressionado pela semelhança entre o estilo alongado e o agrupamento das suas figuras e as das esculturas românicas (nomeadamente a famosa secretária de Freudenstadt), e depois pelos próprios motivos utilizados; que eram versões um pouco mais ornamentadas das palmetas e espirais de videira de desenho medieval. Ela escreve. Este ensaio foi objecto de vários artigos elogiando o bom gosto da seguradora Lejeune na imprensa colonial belga.
Também em 1952, Mayola ganhou o primeiro prêmio de escultura na feira de artes de Léopoldville por um busto em wengué.
Ele criou uma escola de escultura em Léopoldville no início dos anos 1950, que se caracteriza principalmente pelo uso de madeira wengé para representar personagens figurativos tipicamente congoleses.

## Influência
Após a sua partida para o Congo Belga, os seus sobrinhos Grégoire Massengo e Benoit Konongo assumiram a sua oficina em Kingoma, rodeados de muitos estudantes. Eles evoluíram o estilo criado por Mayola e rapidamente se tornaram escultores famosos em toda a África. Por sua vez, Muta Mayola treinou um grande número de alunos em sua escola em Léopoldville. A sua influência encontra-se na produção de numerosas oficinas de escultura congolesas, mas também nos Camarões, Gabão, Chade, Senegal e, em particular, em todas as esculturas artesanais na África francófona. Mas não parou por aí, pois a sua influência também é evidente na produção de algumas oficinas quenianas e sul-africanas. Existem, portanto, dezenas, até centenas de milhares de esculturas africanas que reflectem a influência de Muta Mayola, sem dúvida o mais influente escultor congolês do século XX.

## Posteridade
A maior parte das esculturas assinadas por Muta Mayola e seus discípulos saíram do Congo e são mantidas em coleções privadas ocidentais. Segundo Jean-Luc Aka Evy, que fornece uma história da escultura congolesa num artigo de 2010, As artes no cadinho do pensamento congolês contemporâneo, infelizmente é hoje impossível encontrar as obras deste artista, a maioria das quais eram " comprado » ou cedido aos chefes de terra téké.
Embora o seu nome continue bem conhecido em ambos os Congos, Mayola só é conhecido por um pequeno número de colecionadores ocidentais. Num artigo publicado em 2023, Jonathan Bougard apresenta os resultados da sua investigação sobre o escultor, nomeadamente oito esculturas assinadas por Mayola encontradas entre França, Bélgica e Estados Unidos. Elabora também uma lista de escultores congoleses identificados como pertencentes à escola Mayola: Associamo-lo aos seus sobrinhos Massengo e Konongo, seus alunos mais famosos, bem como a Edouard Malonga. Devemos acrescentar seus filhos e às vezes seus netos, como hoje Guinel e Brice Massengo. Depois, há, claro, os próprios filhos de Papa Mayola, Maurice e Célestin, que trabalharam como escultores. Entre os mais eminentes representantes desta escola, devemos também mencionar Joseph Bansimba, Daniel Bouesso, M Bondji, Deskobet, Joachim Babindamana, Joseph Bimboulou, André Louya, Dominique Ntembe, Basile Manzouna, Joseph Nketelela, Koua Koua, Moukala, Bernard Mouanga Nkodia, Julien Diandaha, Pierre Malanda e Joseph Mabiala. Todos eram escultores reconhecidos, com oficina própria e numerosos aprendizes.

## Galeria

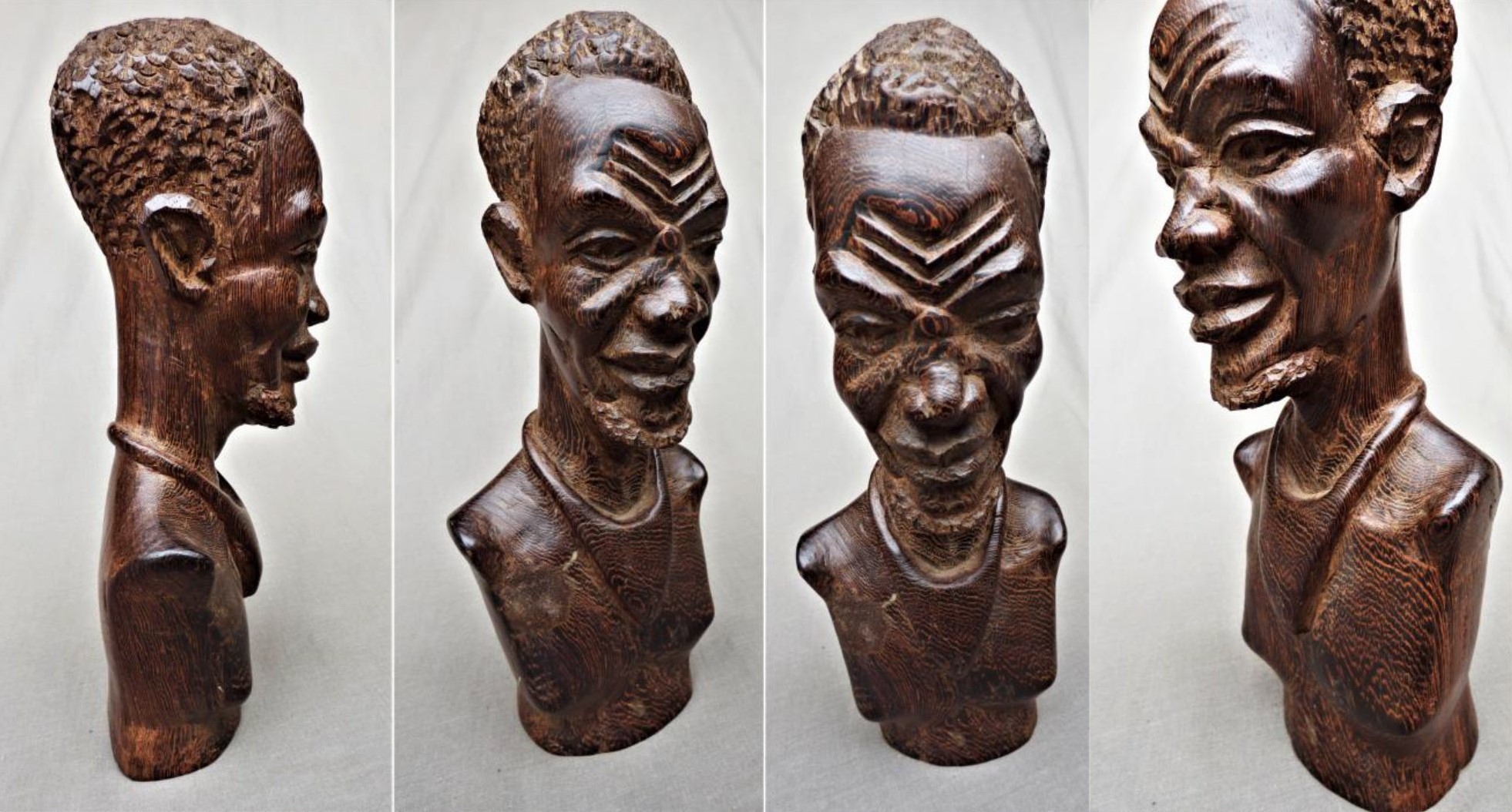
Muta Mayola busto em wengué de homem sorridente assinado Mayola sob a base.
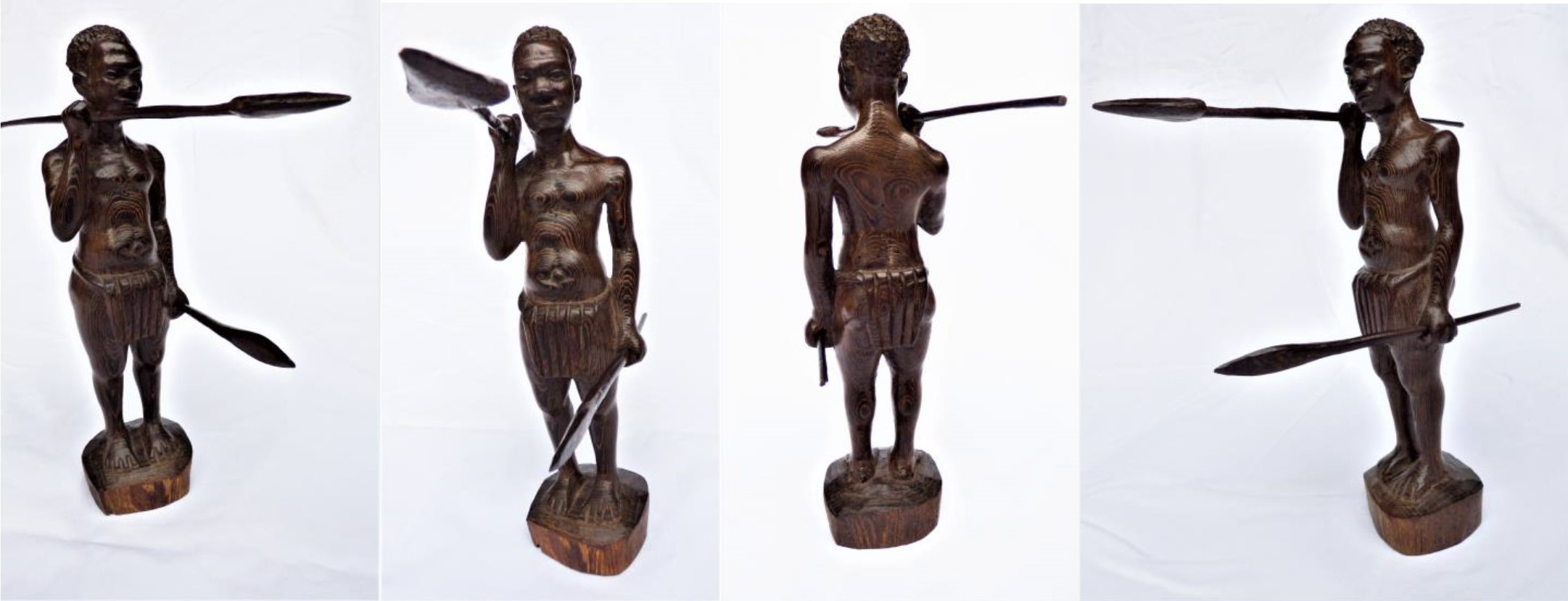
Muta Mayola Guerreiro congolês em wengué assinou Mayola sob a base, Léopoldville por volta de 1950
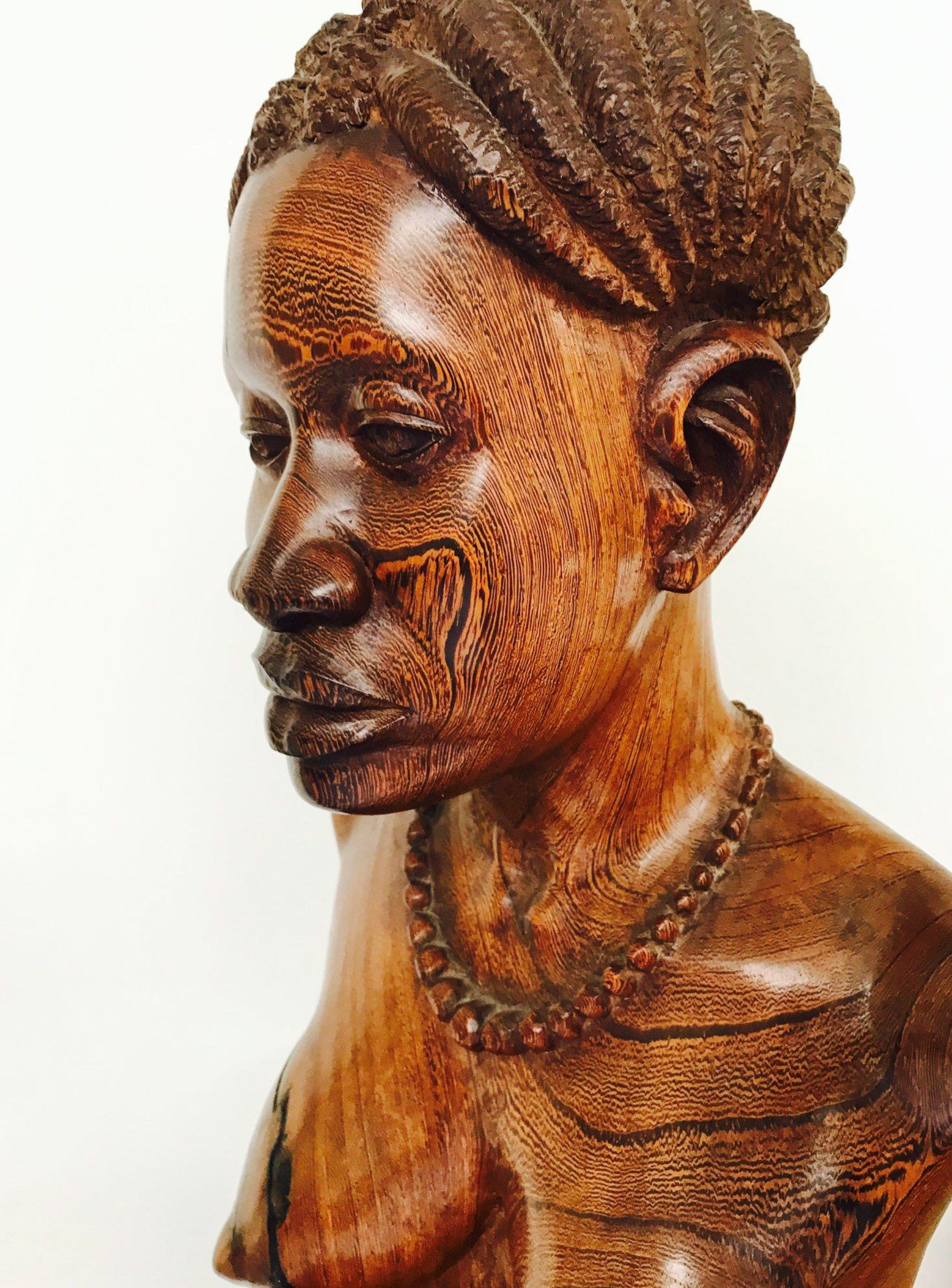
Muta Mayola detalhe de busto em wengué assinado Mayola e localizado 79 Dibaya Nouvelle-Cité sob a base
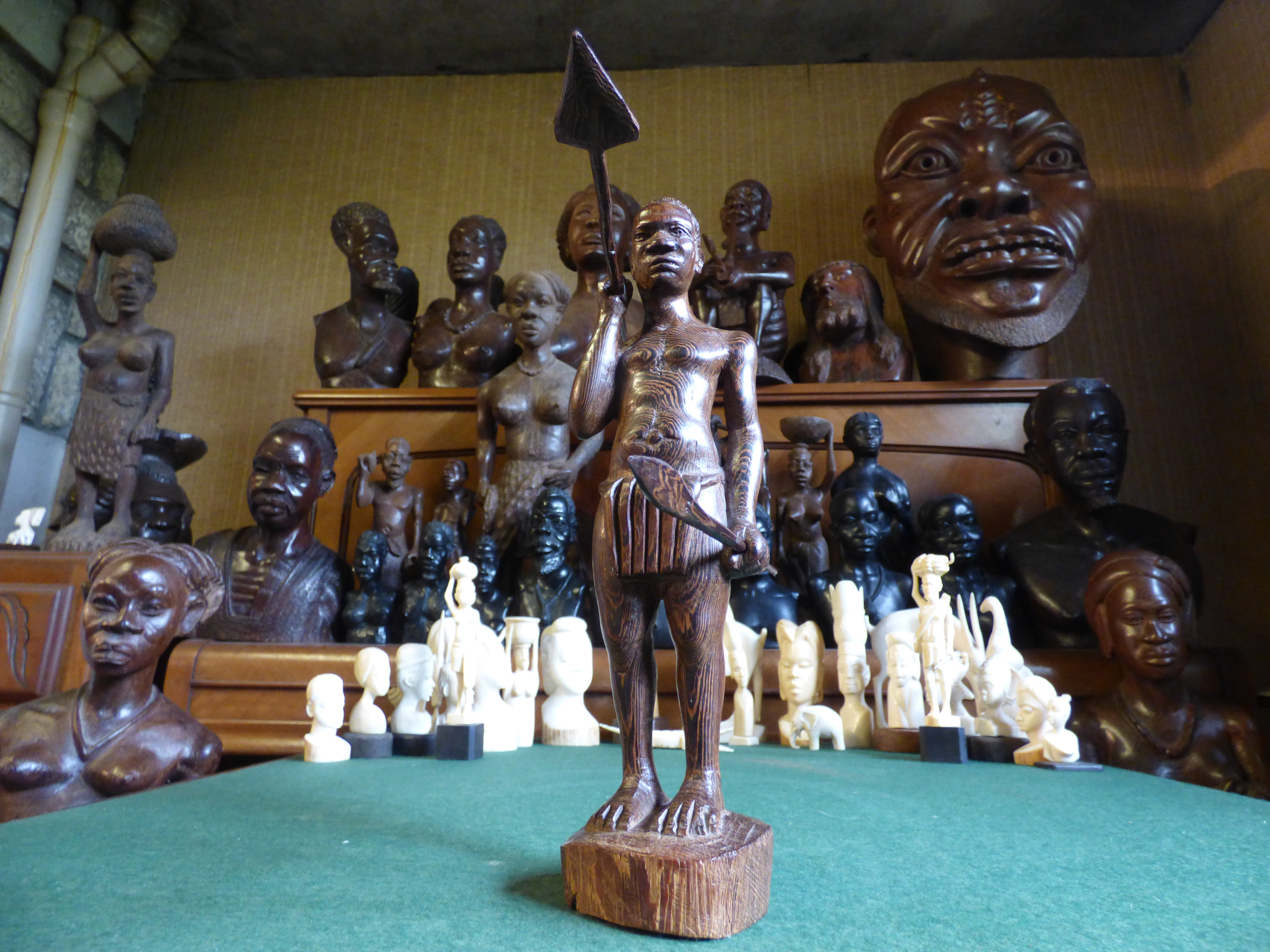
Muta Mayola Guerreiro congolês em wengué assinou Mayola sob a base.
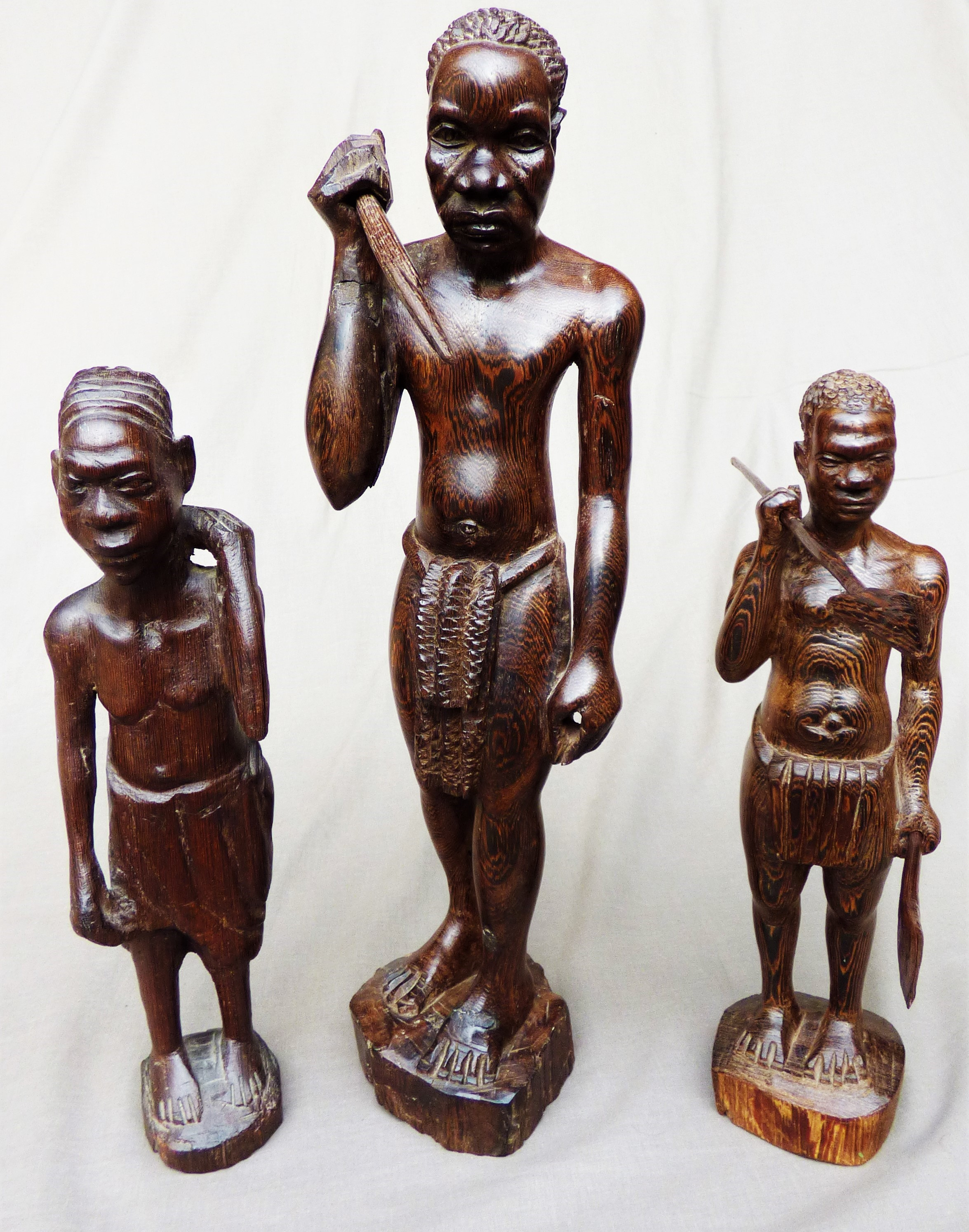
Muta Mayola Guerreiros congoleses em wengué assinaram Mayola sob a base.
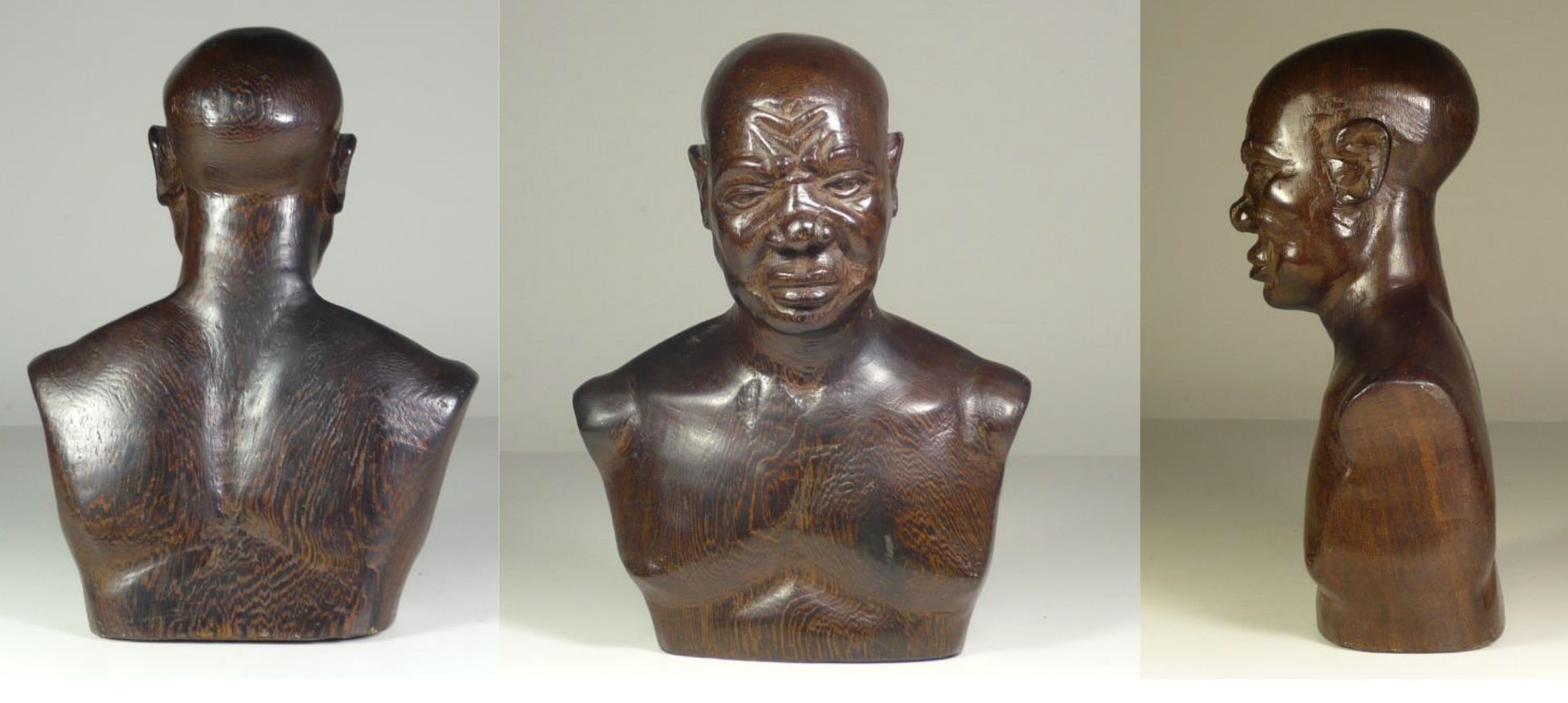
Muta Mayola
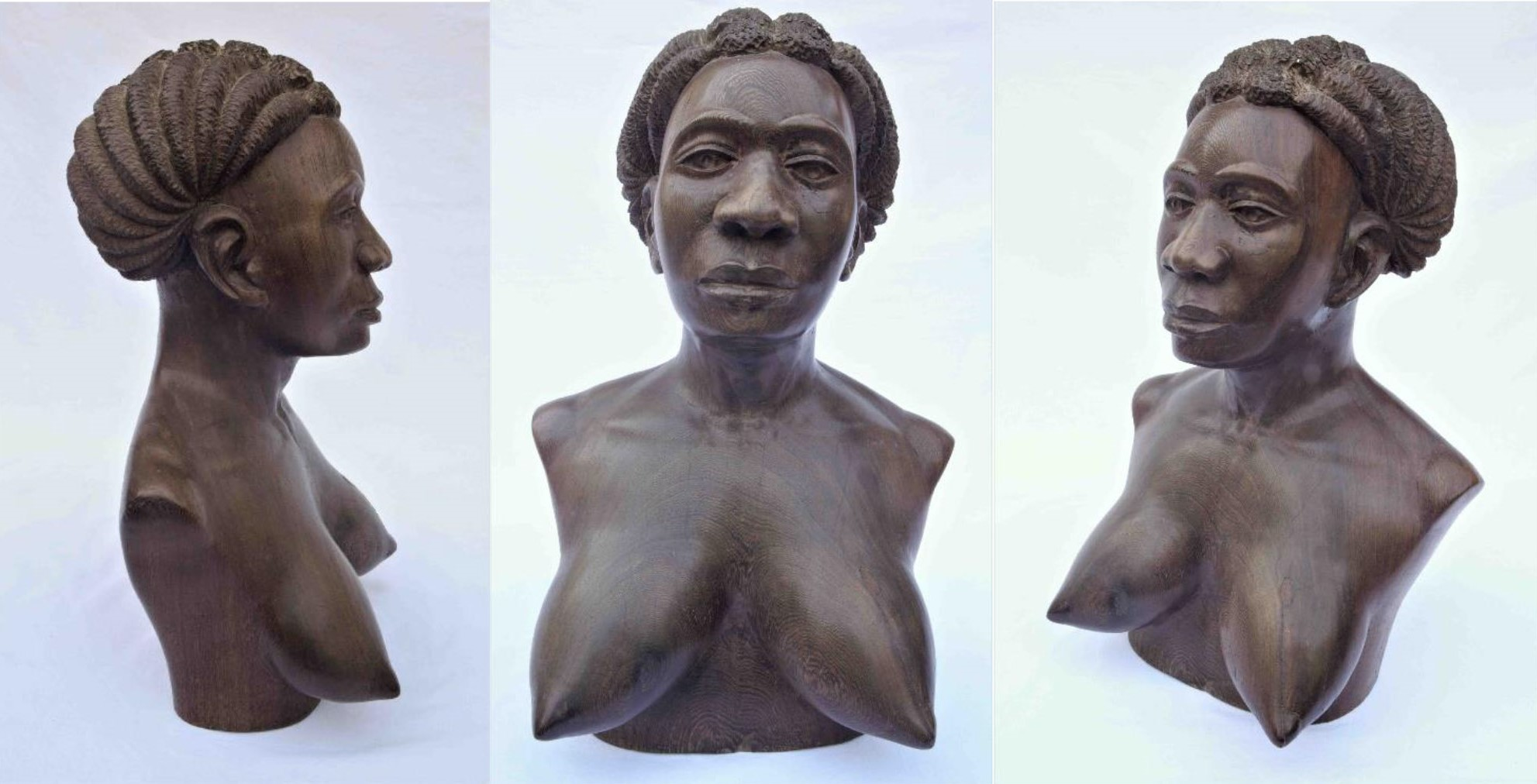
Mayola
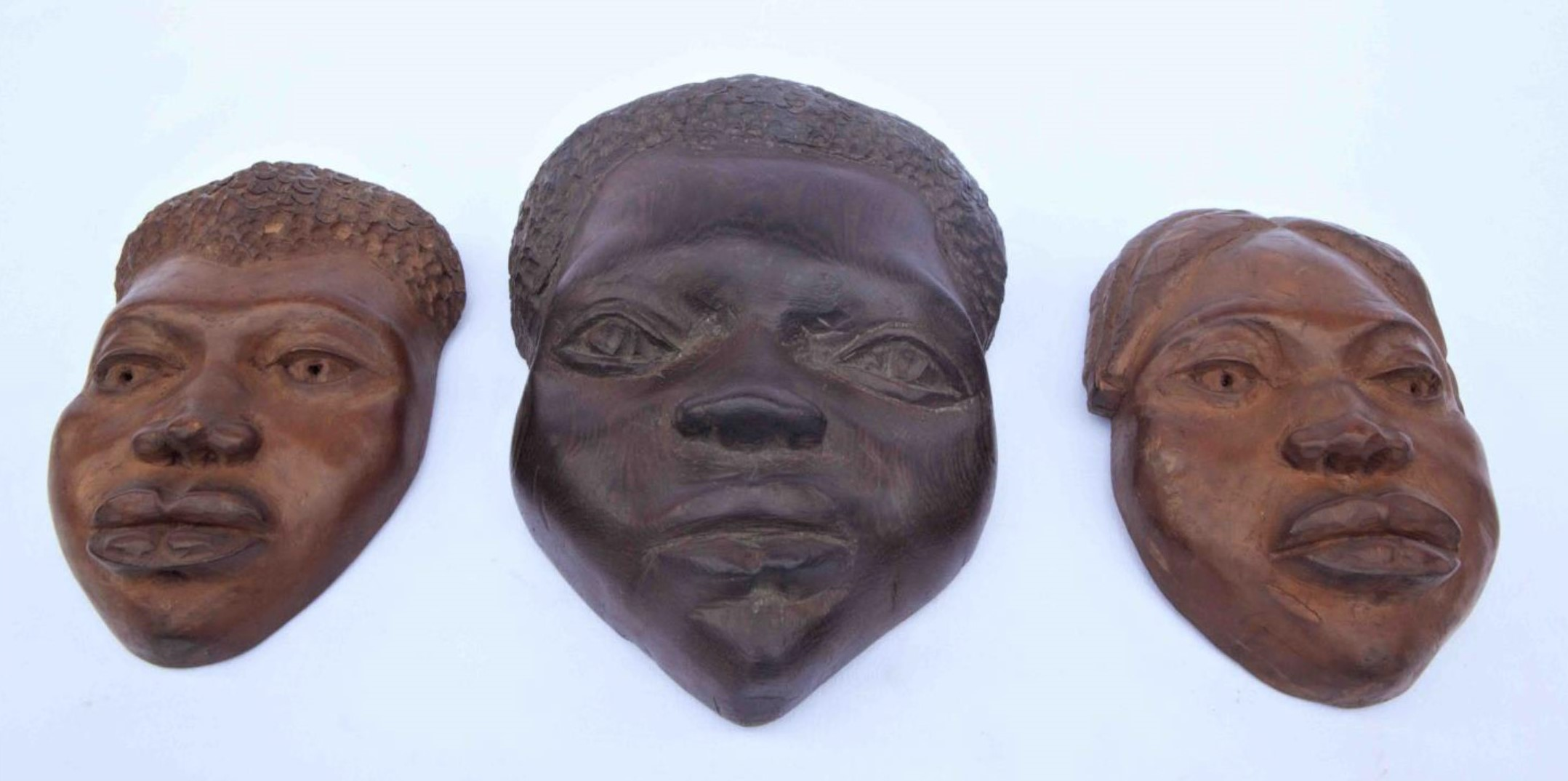
Mayola
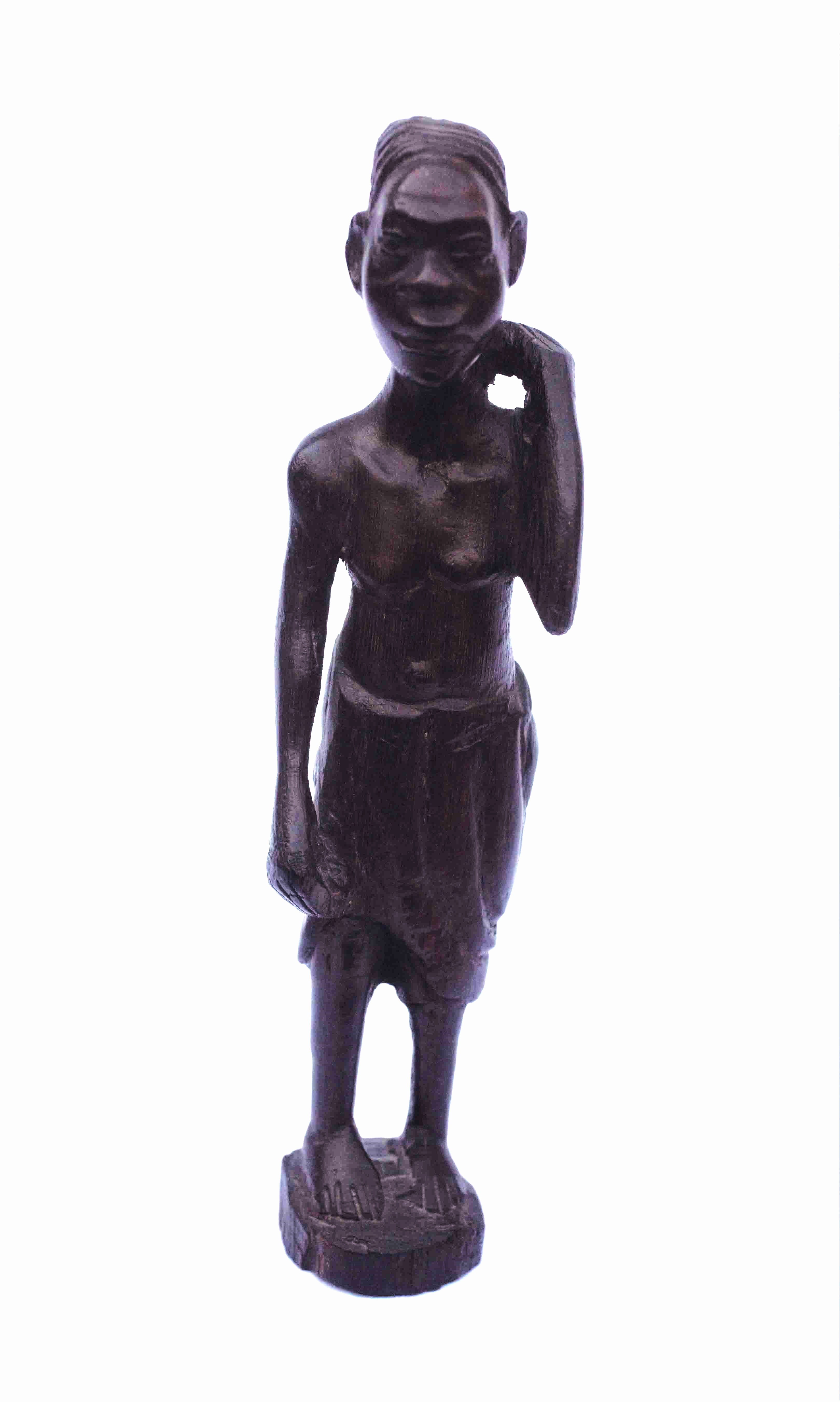
Mayola
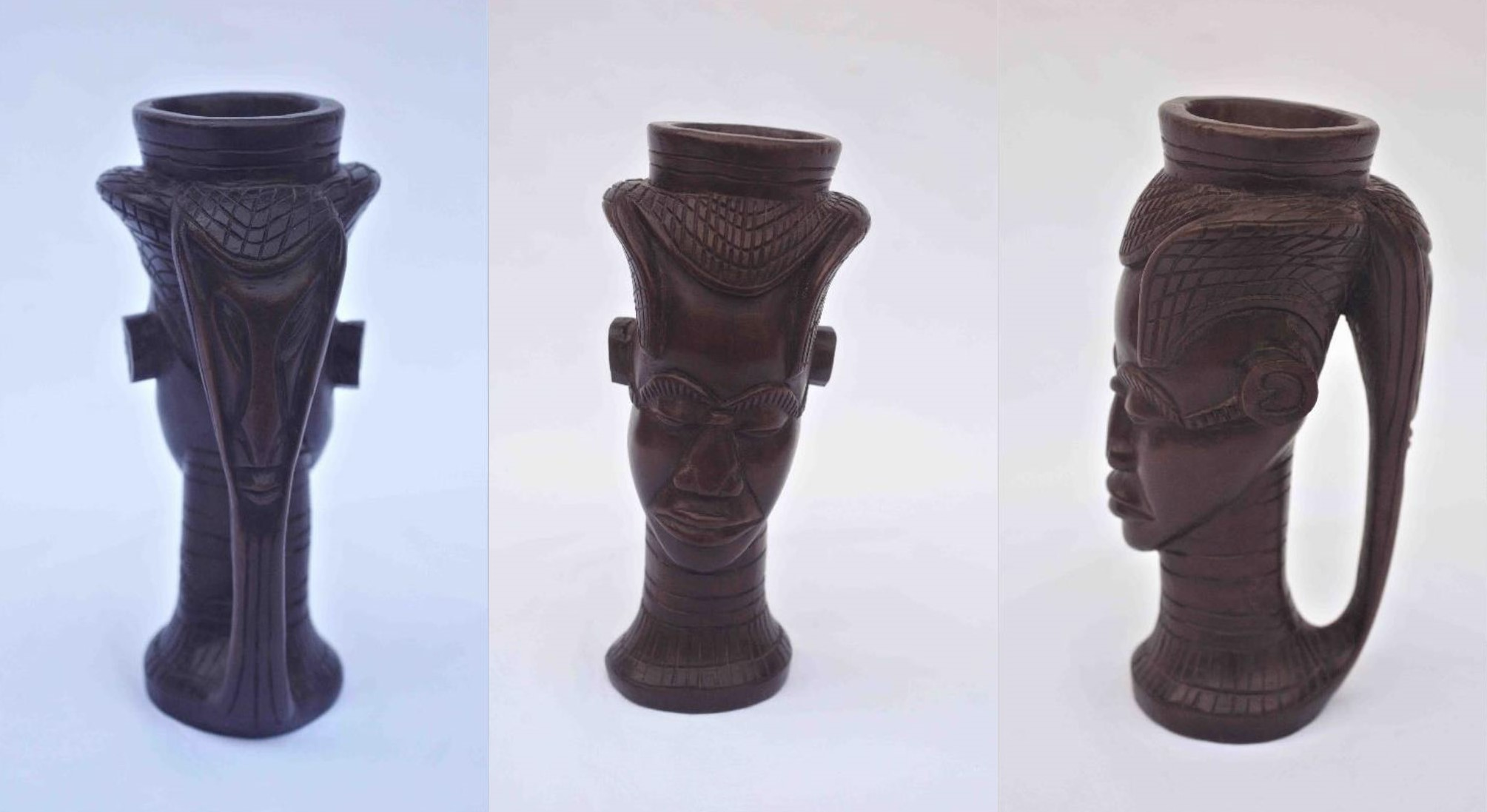
Mayola